# Gregório Martins Caminha
Gregório Martins Caminha foi um jurisconsulto português do séc. XVI. Atuou como advogado na Casa da Suplicação de Lisboa durante o reinado de D. João III e, por esta razão, imagina-se que tenha sido licenciado em direito. É geralmente referido, nos catálogos bibliográficos, como o primeiro autor de direito português cuja obra chegou à modernidade, dada a importância que sua obra, Tratado das formas dos libelos, alcançou nas suas sucessivas reedições, comentadas e melhoradas pelas novas gerações de jurisconsultos.

## Obra

### Organização
Sua obra Tractado da forma dos libellos, publicada originalmente em Coimbra no ano de 1549 por João de Barreira, apresentava uma lista de modelos de petições judiciais, decisões judiciais e formulários contratuais para utilização no foro secular e eclesiástico daquele tempo. A primeira parte da obra é composta de modelos de petições iniciais que iniciavam o procedimento das ações admitidas naquele tempo no foro secular. Abrangiam, assim, os contratos tradicionais, herdados do direito romano, como ação de mútuo, comodato, depósito, mandato, sociedade, locação, compra e venda), delituais (legis aquiliae, noxal) de tutela dos direitos reais (reivindicatória, confessória, negatória, serviana, hipotecária, pignoratícia) e ainda outras ligadas ao direito de família e sucessões (communi dividundo, finium regundorum, petição de herança, tutela, dote, interditos possessórios). Ainda se incluíam ações penais, como a de furto.
A segunda parte da obra inclui petições judiciais referentes a determinados incidentes processuais, como a contrariedade, a réplica, a tréplica, exceções, agravos, apelações, embargos de nulidade. Inclui-se também a forma dos chamados despachos judiciais, que aceitam ou recusam essas alegações de caráter processual. A terceira parte, por sua vez, inclui modelos tanto de petições como de despachos judiciais, mas agora voltados ao juízo eclesiástico. Esta parte inclui o libelo matrimonial e, ainda, os despachos e recursos cabíveis. A quarta parte inclui os modelos contratuais mais usados à época. Contém não apenas modelos contratuais genéricos (contrato de doação, de fretamento), mas também especificidades para casos concretos (procuração para casar, para tomar posse de ofício).

### Estilo
Os modelos recolhidos no Tratado são redigidos em língua portuguesa, que, à época, já era a língua comum do foro. No entanto, os comentários que o autor apõe, no formato de glosa, a cada modelo são redigidos em latim e demonstram forte influência do direito romano, a que fazem referência. São costumeiramente mencionados fragmentos tirados ao Corpus Iuris Civilis e aos seus comentadores (glosadores e pós-glosadores) do direito comum. Essas glosas fazem tanto referência às fontes, como também comentam a linguagem empregada. Nas petições, as alegações que deverão ser objeto de prova são isoladas e precedidas de um P. (isto é, Provará). Veja-se, como exemplo, o formulário da ação reivindicatória:
Libello na revendiçam
Senhor juyz
Diz como A. f.. morador em tal parte contra ff. morador em tal. R. se comprir.
Provara que entre os mais bees de rayz: que a elle A pertencem iure dominii vel quasi. Bem assy he tal terra: sita em tal parte: que parte de hua parte com terra de ff. e da outra com terra de ff. A qual terra por delle A he avida: nomeada e conhecida: como a todos he notorio. 
 Provara: que ha seys pera sete annos: ou ho tempo que se ac[a]bar em verdade, que ele R. traz e  ocupa a dita terra delle A levando os fructos e renovos della individualmente, sem titlo nem causa que justa e valida seja, nam a querendo alargar a ele A quem pertence, sendo muytas vezes requerido sem contenda de juyzo. 
Provara que de todo ho sobredito he publica voz e fama.
Pede recebimento, e sobre tudo comprimento de justiça, e se outro pedimento he necessario / julgue e declare a ele A por sendo da dita terra e ordene a elle R que a restituta e deyxe livre e deembargada a elle A com os fructos que rendeo e podeo render da individa ocupaçam atee a tal restituiçam, e com todos os danos e custas, porque protesta. Tractados dos libellos, ed. 1558, fol. j (e verso)
Ricardo Raimundo Nogueira descreve a obra da seguinte forma: "[p]elo título se vê que esta obra é uma coleção de fórmulas para uso dos advogados, julgadores e tabeliães, e deve por consequência, ser livro útil na estante d'um jurista". A respeito das glosas, afirma que "o seu objeto é dar a razão jurídica das cláusulas de cada uma das fórmulas, apontando os lugares da Ordenação que as prescrevem, e explicando as doutrinas gerais da ação, contrato ou outro ato de que ali se trata pelas leis do Reino, direito comum, e opiniões dos doutores, segundo o método e gosto do tempo".

### Edições
Entre reimpressões, edições e modificações, a obra foi editada, ao todo, por doze vezes. À primeira, em Coimbra, no ano de 1549, hoje perdida, sucederam as edições de 1567 (ed. por Antonio de Mariz), 1572, 1578 (ed. por João de Barreira) e 1592. Posteriormente, João Martins da Costa fez-lhe alguns acréscimos, de forma que tal versão saiu impressa nos anos de 1608 (ed. por Pedro Craesbeeck), 1621 (idem), 1680 (idem), 1701 (ed. em Coimbra por José Antunes da Silva), 1711, 1731 e 1764 (ed. Ginioux). Por fim, já no séc. XIX, o jurista português Correa Telles reformulou a obra, lançando-a com o seguinte título no ano de 1843: Tratado  de Libellos e Petições summarias á imitação do Formulário  de Gregorio Martins Caminha.

### Legado
A obra de Caminha exerceu grande influência no direito português, tendo inaugurado um gênero de obras jurídicas diretamente ligadas à prática. Suas fórmulas costumam ser louvadas por juristas posteriores, como Pascoal de Melo Freire que, a respeito delas, afirma que as viu tão bem descritas em Caminha - autor que ele recomenda "a todos os leitores" - que desistiu de antepô-las às suas Institutiones. Apesar disso, em outro ponto de sua obra, o mesmo autor afirma que, nessa vertente de obras práticas, o Tratado  é em muito superado pela Practica Lusitana de Manuel Mendes de Castro. Já no séc. XIX, Cândido Mendes de Almeida, ao reunir as principais obras do direito luso-brasileiro, comentava sobre esta, que é a primeira obra que lista: "[e]sta obra apesar da sua antiguidade, ainda hoje tem merecimento, depois da ornização e notas que lhe juntou João Martins da Costa.